# Yavatmal
Yavatmal – miasto w Indiach, w stanie Maharasztra. W 2011 roku liczyło 116 551 mieszkańców.